# Mối quan hệ mở
Mối quan hệ mở, còn được gọi là mối quan hệ không độc quyền, là một mối quan hệ mật thiết mang tính tình dục nhưng không một vợ một chồng. Thuật ngữ này có thể tham khảo polyamory, nhưng nhìn chung chỉ ra một mối quan hệ, nơi có một mối quan hệ tình cảm và thân mật chính giữa hai đối tác, mà đồng ý với ít nhất khả năng có sự thân mật với người khác.
Mối quan hệ mở bao gồm bất kỳ loại mối quan hệ lãng mạn (hẹn hò, hôn nhân, vv) mà là mở. Mối quan hệ "mở" là nơi một hoặc nhiều bên có quyền được có quan hệ lãng mạn hoặc quan hệ tình dục với những người bên ngoài mối quan hệ này. Điều này trái ngược với mối quan hệ "khép kín" truyền thống, nơi tất cả các bên đồng ý là sẽ độc quyền tình cảm và tình dục với nhau. Khái niệm về một mối quan hệ mở đã được công nhận từ những năm 1970.

## Các loại
Ở một mức độ lớn, các mối quan hệ mở là một khái quát của khái niệm về một mối quan hệ ngoài các mối quan hệ một vợ một chồng. Một hình thức của mối quan hệ mở là hôn nhân mở, trong đó những người tham gia hôn nhân có mối quan hệ mở.
Có một số phong cách khác nhau của mối quan hệ mở. Một số ví dụ bao gồm:
- Mối quan hệ nhiều đối tác, giữa ba hoặc nhiều đối tác trong đó mối quan hệ tình dục không xảy ra giữa tất cả các bên liên quan.
- Mối quan hệ lai, khi một đối tác là không giữ một vợ một chồng và đối tác kia duy trì một vợ một chồng.
- Swing, trong đó người độc thân hoặc đối tác trong một mối quan hệ cam kết sẽ tham gia vào các hoạt động tình dục với người khác như một hoạt động giải trí hoặc hoạt động xã hội.

Thuật ngữ quan hệ mở đôi khi được sử dụng thay thế cho nhau với thuật ngữ polyamory có liên quan chặt chẽ, nhưng hai khái niệm này không giống nhau. Yếu tố hợp nhất chính cho các kiểu quan hệ mở là không loại trừ các mối quan hệ lãng mạn hoặc tình dục. Một thuật ngữ chung khác cho tất cả các loại mối quan hệ này là tình yêu mở.

### Swing
Swing, nghĩa đen là "đánh đu" là một hình thức của mối quan hệ mở, trong đó các đối tác trong một mối quan hệ cam kết tham gia vào các hoạt động tình dục với người khác cùng một lúc. Những người swing có thể coi việc quan hệ tình dục này như một hoạt động giải trí hoặc hoạt động xã hội  nhằm làm đa dạng hóa hoặc tăng hứng thú cho đời sống tình dục thông thường của họ, hoặc vì tò mò. Những người chơi swing tham gia vào tình dục thông thường duy trì rằng tình dục giữa những người swing thường thẳng thắn và cân nhắc hơn và do đó trung thực hơn là ngoại tình. Một số cặp vợ chồng xem swing như một lối thoát lành mạnh và có ý nghĩa nhằm củng cố mối quan hệ của họ.

### Hôn nhân mở
Một cuộc hôn nhân mở, đôi khi được gọi là hôn nhân không-đơn-phối-ngẫu một cách đồng thuận hoặc CNM, là một kiểu hôn nhân trong đó các bên liên quan đồng ý một cách dứt khoát với các đối tác của họ tham gia hoặc quan hệ tình cảm và/hoặc quan hệ tình dục với người khác.

### Polyamory
Polyamory là thực hành, mong muốn hoặc chấp nhận có nhiều hơn một mối quan hệ thân mật tại một thời điểm với sự hiểu biết và sự đồng ý của mọi người liên quan. Mặc dù "mối quan hệ mở" đôi khi được sử dụng như một từ đồng nghĩa với "đa giác" hoặc "mối quan hệ đa thê", các thuật ngữ này không đồng nghĩa. "Mở" trong "mối quan hệ mở" đề cập đến khía cạnh tình dục của mối quan hệ, trong khi "đa thê" đề cập đến việc cho phép trái phiếu hình thành (có thể là tình dục hoặc mặt khác) như là mối quan hệ lâu dài bổ sung.
Các thuật ngữ "đa thê" và " bạn bè với lợi ích " khá gần đây, đã xuất hiện trong vài thập kỷ qua mặc dù khái niệm này cũng lâu đời như xã hội.